# Дискографія Matisyahu
Дискографія американського реггі-співака та репера Matisyahu складається з п'яти студійний альбомів, чотирьох концертних альбомів, однієї збірки, двух альбомів реміксів, трьох мініальбомів та двадцяти синглів.

## Альбоми

### Студійні альбоми
| Shake Off the Dust... Arise                                                      | - Реліз: 12 жовтня 2004 - Лейбл: JDub - Формат: CD, цифрове завантаження                             | —  | — | — | —  | —  | —  | —   | —  | —  | —   |              |
| Youth                                                                            | - Реліз: 7 березня 2006 - Лейбл: JDub, Epic - Формат: CD, LP, DualDisc, цифрове завантаження         | 4  | 3 | 1 | 57 | 35 | 47 | 32  | 48 | 43 | 152 | - RIAA: Gold |
| Light                                                                            | - Реліз: 25 серпня 2009 - Лейбл: JDub, Epic - Формат: CD, LP, цифрове завантаження                   | 19 | — | 1 | —  | —  | —  | 143 | —  | —  | —   |              |
| Spark Seeker                                                                     | - Реліз: 17 липня 2012 - Лейбл: Fallen Sparks - Формат: CD, LP, цифрове завантаження                 | 19 | — | 1 | —  | —  | —  | —   | —  | —  | —   |              |
| Akeda                                                                            | - Реліз: 3 червня 2014 - Лейбл: Akeda, Elm City - Формат: CD, LP, цифрове завантаження               | 36 | 4 | — | —  | —  | —  | —   | —  | —  | —   |              |
| Undercurrent                                                                     | - Реліз: 19 травня 2017 - Лейбл: Fallen Sparks, Thirty Tigers - Формат: CD, LP, цифрове завантаження | —  | — | — | —  | —  | —  | —   | —  | —  | —   |              |
| Matisyahu                                                                        | - Реліз: 25 березня 2022 - Лейбл: - Формат: CD, цифрове завантаження                                 | —  | — | — | —  | —  | —  | —   | —  | —  | —   |              |
| «—» релізи, що не потрапили у чарти або не були випущені у відповідних регіонах. | |    |   |   |    |    |    |     |    |    |     |              |

### Концертні альбоми
| Назва                                                                            | Деталі альбому                                                                       | Пікові позиції у чартах | Пікові позиції у чартах | Пікові позиції у чартах | Пікові позиції у чартах | Пікові позиції у чартах | Сертифікації |
| Назва                                                                            | Деталі альбому                                                                       | US                      | US Rap                  | US Reg.                 | AUS                     | NLD                     | Сертифікації |
| -------------------------------------------------------------------------------- | ------------------------------------------------------------------------------------ | ----------------------- | ----------------------- | ----------------------- | ----------------------- | ----------------------- | ------------ |
| Live at Stubb's                                                                  | - Реліз: 19 квітня 2005 - Лейбл: JDub - Формат: CD, LP, цифрове завантаження         | 30                      | 14                      | 1                       | 74                      | 98                      | - RIAA: Gold |
| Live at Twist & Shout                                                            | - Реліз: 25 серпня 2009 - Лейбл: Epic - Формат: CD, цифрове завантаження             | —                       | —                       | —                       | —                       | —                       |              |
| Live at Stubb's, Vol. 2                                                          | - Реліз: 1 лютого 2011 - Лейбл: Fallen Sparks - Формат: CD, LP, цифрове завантаження | 89                      | —                       | 2                       | —                       | —                       |              |
| Five7Seven2 Live                                                                 | - Реліз: 30 липня 2013 - Формат: цифрове завантаження                                | —                       | —                       | —                       | —                       | —                       |              |
| Live at Stubb's, Vol. III                                                        | - Реліз: 2 жовтня 2015 - Лейбл: Fallen Sparks - Формат: CD, цифрове завантаження     | —                       | —                       | 2                       | —                       | —                       |              |
| «—» релізи, що не потрапили у чарти або не були випущені у відповідних регіонах. |                                                                                      |                         |                         |                         |                         |                         |              |

### Збірки
| Назва                                | Деталі альбому                                                           | Пікові позиції у чартах |
| Назва                                | Деталі альбому                                                           | US Reg.                 |
| ------------------------------------ | ------------------------------------------------------------------------ | ----------------------- |
| Playlist: The Very Best of Matisyahu | - Реліз: 10 травня 2012 - Лейбл: Sony - Формат: CD, цифрове завантаження | 7                       |

### Альбоми реміксів
| Назва          | Деталі альбому                                                               | Пікові позиції у чартах | Пікові позиції у чартах |
| Назва          | Деталі альбому                                                               | US                      | US Reg.                 |
| -------------- | ---------------------------------------------------------------------------- | ----------------------- | ----------------------- |
| Youth Dub      | - Реліз: 7 березня 2006 - Лейбл: JDub - Формат: CD, LP, цифрове завантаження | —                       | —                       |
| No Place to Be | - Реліз: 26 грудня 2006 - Лейбл: Epic, Or Music - Формат: CD, DVD            | 146                     | –                       |

### Мініальбоми
| Shattered                                                                        | - Реліз: 10 жовтня 2008 - Лейбл: Epic - Формат: CD, цифрове завантаження                       | — | 1 |
| Youth EP                                                                         | - Реліз: 11 серпня 2009 - Лейбл: Epic - Формат: CD, 7" (single for song «Youth»)               | – |   |
| Miracle                                                                          | - Реліз: 21 листопада 2011 - Лейбл: Fallen Sparks - Формат: CD, цифрове завантаження           | 5 | — |
| Spark Seeker: Acoustic Sessions                                                  | - Реліз: 29 січня 2013 - Лейбл: Fallen Sparks - Формат: CD, цифрове завантаження               | — | 1 |
| Release the Bound                                                                | - Реліз: 18 листопада 2016 - Лейбл: Fallen Sparks/Thirty Tigers - Формат: цифрове завантаження | — | 2 |
| «—» релізи, що не потрапили у чарти або не були випущені у відповідних регіонах. |                                                                                                |   |   |

## Сингли

### Як головний виконавець
| Назва                                                                            | Рік  | Пікові позиції у чартах | Пікові позиції у чартах | Пікові позиції у чартах | Пікові позиції у чартах | Пікові позиції у чартах | Пікові позиції у чартах | Пікові позиції у чартах | Пікові позиції у чартах | Пікові позиції у чартах | Сертифікації | Альбом            |
| Назва                                                                            | Рік  | US                      | US Alt.                 | US Latin Pop            | US Pop                  | US Rap                  | US Reg.                 | US Rock                 | ISR                     | JPN                     | Сертифікації | Альбом            |
| -------------------------------------------------------------------------------- | ---- | ----------------------- | ----------------------- | ----------------------- | ----------------------- | ----------------------- | ----------------------- | ----------------------- | ----------------------- | ----------------------- | ------------ | ----------------- |
| «King Without a Crown»                                                           | 2005 | 28                      | 7                       | 34                      | 37                      | 49                      | 1                       | —                       | —                       | —                       | - RIAA: Gold | Youth             |
| «Youth»                                                                          | 2005 | —                       | 19                      | —                       | —                       | —                       | —                       | —                       | —                       | —                       |              | Youth             |
| «Warrior»                                                                        | 2005 | —                       | —                       | —                       | —                       | —                       | —                       | —                       | —                       | —                       |              | Сингл без альбому |
| «Jerusalem (Out of Darkness Comes Light)»                                        | 2006 | —                       | —                       | —                       | —                       | —                       | 24                      | —                       | —                       | —                       |              | Youth             |
| «One Day»                                                                        | 2009 | 85                      | 21                      | —                       | 35                      | —                       | 1                       | 38                      | 1                       | 37                      | - RIAA: Gold | Light             |
| «Miracle»                                                                        | 2010 | —                       | —                       | —                       | —                       | —                       | 9                       | —                       | —                       | —                       |              | Сингл без альбому |
| «Sunshine»                                                                       | 2012 | —                       | —                       | —                       | —                       | —                       | 1                       | —                       | —                       | —                       |              | Spark Seeker      |
| «Live Like a Warrior»                                                            | 2012 | —                       | —                       | —                       | —                       | —                       | 1                       | —                       | —                       | —                       |              | Spark Seeker      |
| «Happy Hanukkah»                                                                 | 2012 | —                       | —                       | —                       | —                       | —                       | 4                       | —                       | —                       | —                       |              | Сингл без альбому |
| «Watch the Walls Melt Down»                                                      | 2014 | —                       | —                       | —                       | —                       | —                       | —                       | —                       | —                       | —                       |              | Akeda             |
| «Confidence» (featuring Collie Buddz)                                            | 2014 | —                       | —                       | —                       | —                       | —                       | 10                      | —                       | —                       | —                       |              | Akeda             |
| «Broken Car»                                                                     | 2014 | —                       | —                       | —                       | —                       | —                       | —                       | —                       | —                       | —                       |              | Akeda             |
| «Hard Way»                                                                       | 2014 | —                       | —                       | —                       | —                       | —                       | —                       | —                       | —                       | —                       |              | Akeda             |
| «Surrender»                                                                      | 2014 | —                       | —                       | —                       | —                       | —                       | —                       | —                       | —                       | —                       |              | Akeda             |
| «Love Born»                                                                      | 2016 | —                       | —                       | —                       | —                       | —                       | —                       | —                       | —                       | —                       |              | Сингл без альбому |
| «—» релізи, що не потрапили у чарти або не були випущені у відповідних регіонах. |      |                         |                         |                         |                         |                         |                         |                         |                         |                         |              |                   |

### Як запрошений виконавець
| Назва                                                                            | Рік  | Пікові позиції у чартах | Пікові позиції у чартах | Пікові позиції у чартах | Пікові позиції у чартах | Пікові позиції у чартах | Альбом           |
| Назва                                                                            | Рік  | US Sales                | US Alt.                 | AUT                     | GER                     | MEX Air.                | Альбом           |
| -------------------------------------------------------------------------------- | ---- | ----------------------- | ----------------------- | ----------------------- | ----------------------- | ----------------------- | ---------------- |
| «Drown in the Now» (The Crystal Method featuring Matisyahu)                      | 2009 | 26                      | —                       | —                       | —                       | —                       | Divided by Night |
| «Pure Soul» (DeScribe featuring Matisyahu)                                       | 2011 | —                       | —                       | —                       | —                       | —                       | Non-album single |
| «Dance All Night» (The Dirty Heads featuring Matisyahu)                          | 2012 | —                       | 30                      | —                       | —                       | 239                     | Cabin by the Sea |
| «Believers» (Nosson Zand featuring Matisyahu)                                    | 2013 | —                       | —                       | —                       | —                       | —                       | Believers        |
| «World on Fire» (Moshav featuring Matisyahu)                                     | 2013 | —                       | —                       | —                       | —                       | —                       | New Sun Rising   |
| «Hypnotize» (Cisco Adler featuring Matisyahu)                                    | 2014 | —                       | —                       | —                       | —                       | —                       | Coastin'         |
| «Zuhause» (Adel Tawil featuring Matisyahu)                                       | 2014 | —                       | —                       | 6                       | 23                      | —                       | Lieder           |
| «Better Off» (Radical Something featuring Matisyahu)                             | 2015 | —                       | —                       | —                       | —                       | —                       | Summer Of Rad    |
| «—» релізи, що не потрапили у чарти або не були випущені у відповідних регіонах. |      |                         |                         |                         |                         |                         |                  |

## Інші пісні у чартах
| Назва                                                                            | Рік  | Пікові позиції у чартах | Пікові позиції у чартах | Альбом         |
| Назва                                                                            | Рік  | US Reg.                 | VEN                     | Альбом         |
| -------------------------------------------------------------------------------- | ---- | ----------------------- | ----------------------- | -------------- |
| «Message in a Bottle»                                                            | 2006 | —                       | 13                      | No Place to Be |
| «Fire of Freedom»                                                                | 2012 | 25                      | —                       | Spark Seeker   |
| «I Believe in Love»                                                              | 2012 | 22                      | —                       | Spark Seeker   |
| «—» релізи, що не потрапили у чарти або не були випущені у відповідних регіонах. |      |                         |                         |                |

## Нотатки
1. ↑  Сингл «King Without a Crown» не потрапив у чарт Rock Songs, але посів 35 місце у чарті Rock Digital Songs[41].
2. ↑  Сингл «Youth» не потрапив у Billboard Hot 100, але посів 21 місце у чарті Bubbling Under Hot 100 Singles, який є розширенням чарту Hot 100[42].
3. ↑  Сингл «Live Like a Warrior»не потрапив у чарт Pop Songs, але посів 35 місце у чарті Pop Digital Songs[44].